# Stretto di Malaspina
Lo stretto di Malaspina è uno stretto nel nord del Golfo di Georgia, nella regione della Columbia Britannica, in Canada. Separa l'isola di Texada dalla parte superiore della Sunshine Coast - penisola di Malaspina sulla terraferma adiacente.
Stretto e penisola furono intitolati nel 1859 da George Henry Richards, capitano della Plumper, ad Alessandro Malaspina, un nobile italiano che comandò l'esplorazione spagnola della costa della Columbia Britannica. La scelta del nome fu probabilmente influenzata dalla vicina insenatura Malaspina, nominata nel 1792 da Galiano e Valdés, che erano stati ufficiali che prestavano servizio sotto Malaspina. 